# Sphagnum truncatum
Sphagnum truncatum är en bladmossart som beskrevs av Hornschuch 1841. Sphagnum truncatum ingår i släktet vitmossor, och familjen Sphagnaceae. Inga underarter finns listade i Catalogue of Life.